# Gai Licini Lucul
Gai Licini Lucul (llatí: Gaius Licinius Lucullus) va ser un magistrat romà. Formava part de la gens Licínia, i era de la família dels Licini Lucul, d'origen plebeu.
Va ser tribú de la plebs l'any 196 aC i va proposar una llei per la creació del col·legi sacerdotal dels triumvirs epulons, dedicats a proveir el banquet de Júpiter i altres déus, i que en endavant apareixen regularment. Va ser una de les tres primeres persones que va exercir aquest ofici. L'any 191 aC va ser un dels dos comissionats nomenats per consagrar el temple de Juventa al circ Màxim, construït per Marc Livi Salinator per celebrar una derrota d'Àsdrubal.